# Juicio de Járkov
El juicio o proceso de Járkov fue un juicio por crímenes de guerra celebrado ante un tribunal militar soviético en diciembre de 1943 en Járkov, Unión Soviética. Entre los acusados se encontraba un colaborador soviético, así como militares, policías y personal de las SS alemanes responsables de implementar las políticas genocidas nazis durante la guerra germano-soviética de 1941-1945. Este juicio marcó la primera vez que los aliados juzgaron a personal alemán por crímenes de guerra cometidos durante y después de la Segunda Guerra Mundial.

## Antecedentes

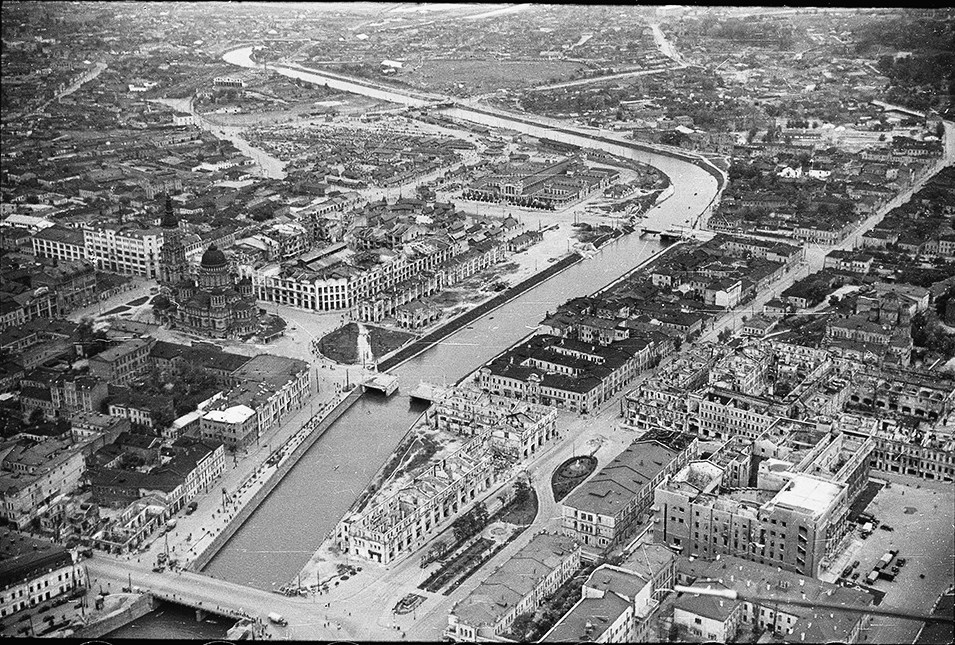
Fotografía aérea de Járkov desde un avión de reconocimiento alemán (finales de octubre de 1941).

Las unidades de la Wehrmacht alemana ocuparon Járkov por primera vez los días 23 y 24 de octubre de 1941. Las fuerzas alemanas, incluidos los Einsatzgruppen (escuadrones de la muerte móviles), mataron a decenas de miles de judíos, así como a comunistas, prisioneros de guerra soviéticos y otros ciudadanos considerados como «indeseables» por los nazis. Para los asesinatos se utilizaron fusilamientos, ahorcamientos y camiones equipados con cámaras de gas. Quince mil judíos fueron asesinados el 15 de diciembre de 1941 en un tiroteo masivo en Drobytsky Yar por el Sonderkommando 4a del Einsatzgruppe C al mando de Paul Blobel. La Gestapo también fusiló a 435 pacientes, muchos de ellos ancianos y niños, que recibían tratamiento en el hospital local. En marzo de 1943, 800 prisioneros de guerra heridos del Ejército Rojo fueron fusilados y quemados vivos. En total, los soviéticos informaron que, en la óblast de Járkov, «los invasores fascistas alemanes habían fusilado, ahorcado, quemado vivos y envenenado con monóxido de carbono a más de 30 000 ciudadanos pacíficos e inocentes, entre ellos mujeres, ancianos y niños».
La ciudad fue retomada temporalmente por el Ejército Rojo en febrero de 1943 y posteriormente por la Wehrmacht en abril de 1943. Ya en la primavera de 1943, las autoridades soviéticas descubrieron fosas comunes de las víctimas, en su mayoría judíos. Para cuando Járkov fue liberada definitivamente en agosto de 1943, prácticamente no quedaban judíos en la ciudad. Járkov había sufrido enormemente en manos alemanas. Su población de 900 000 habitantes de antes de la guerra, se había visto reducida en dos tercios, cientos de miles habían huido; aproximadamente 120 000 habitantes, en su mayoría jóvenes, habían sido deportados a campos de trabajo alemanes; unos 70 000 u 80 000 habían muerto de hambre o frío; y unos 30 000 incluidos 16 000 judíos, habían sido asesinados por las tropas de ocupación alemanas.

## Proceso
El tribunal escuchó el caso contra cuatro acusados: el colaborador soviético, Mijaíl Petróvich Bulanov, de 26 años, y tres alemanes, Wilhelm Langheld, de 52 años, Reinhard Retzlaff, de 36 años, y Hans Ritz, de 24 años, miembros de la Wehrmacht, la policía y las fuerzas de las SS, respectivamente. Todos ellos fueron acusados tanto bajo el derecho soviético como bajo el derecho internacional, como se establece en las Declaraciones de Moscú del 30 de octubre de 1943. Los cuatro fueron acusados de participar en el asesinato de ciudadanos soviéticos, y Bulanov también fue acusado de traición por colaborar con los alemanes. La fiscalía, la defensa y los jueces eran militares. Un equipo forense de seis personas proporcionó testimonio pericial y un informe que concluyó que la forma de los homicidios era consistente con el uso de disparos y gas.
| Nombre            | Edad    | Rango            | Organización  | Puesto                                                                                        | Sentencia                                    |
| ----------------- | ------- | ---------------- | ------------- | --------------------------------------------------------------------------------------------- | -------------------------------------------- |
| Wilhelm Langheld  | 52 años | Capitán          | Abwehr        | Oficial de contrainteligencia militar, comandante de un campo de prisioneros de guerra        | Muerte, ejecutado el 19 de diciembre de 1943 |
| Hans Ritz         | 24 años | Untersturmführer | Schutzstaffel | Jefe de una compañía de las SS subordinada al mando especial del Sicherheitsdienst en Járkov. | Muerte, ejecutado el 19 de diciembre de 1943 |
| Reinhard Retzlaff | 36 años | Sargento         | Hilfspolizei  | Oficial del grupo 560 de la policía secreta de campaña de la ciudad de Járkov                 | Muerte, ejecutado el 19 de diciembre de 1943 |
| Mijaíl Bulanov    | 26 años | Civil            |               | Conductor de un camión de gas                                                                 | Muerte, ejecutado el 19 de diciembre de 1943 |

Los cuatro hombres se declararon culpables, admitieron los crímenes y los describieron detalladamente, incluyendo el uso de furgonetas de gas, los tiroteos masivos y el asesinato de mujeres y niños y aseguraron que estos asesinatos habían sido alentados y recompensados por sus superiores. Langheld admitió haber asesinado personalmente a aproximadamente cien ciudadanos soviéticos. La estrategia de la defensa consistió en argumentar que los acusados cumplían órdenes. La fiscalía reconoció que, efectivamente, los acusados actuaban bajo órdenes superiores, pero rechazó esta defensa como suficiente, utilizando el precedente marcado por los Juicios por Crímenes de Guerra de Leipzig de 1921. El juicio concluyó el 18 de diciembre de 1943 con veredictos de culpabilidad y condenas a muerte para todos los acusados.

## Veredicto y ejecuciones
El veredicto declaró: «Como oficial de inteligencia, Langfeld causó la muerte de un centenar de personas inocentes mediante el chantaje y la tortura de civiles y prisioneros de guerra, así como la falsificación de investigaciones. Como miembro del Comando de Seguridad del Servicio de Seguridad, Ritz participó en la tortura y el fusilamiento de civiles en la zona de Podvorki y en Taganrog, y también extorsionó declaraciones falsas. Retzlaff utilizó la tortura para obtener declaraciones falsas y subir a la gente al camión de gas. Bulanov participó en el fusilamiento de sesenta niños y era el conductor de un camión equipado con una cámara de gas».
El proceso finalizó el 18 de diciembre de 1943, todos los acusados fueron declarados culpables y condenados a muerte. Los acusados fueron ahorcados al día siguiente en la plaza pública de Járkov.

Todo terminó en cuestión de segundos. Los acusados fueron izados a la parte trasera de cuatro camiones abiertos y se subieron a taburetes. Luego, les colocaron las sogas alrededor del cuello. No les vendaron los ojos. Durante los preliminares, tres de los cuatro prisioneros tuvieron que ser sujetados. Bulanov se había desmayado; Ritz y Retzlaff estaban pálidos; babeaban por la boca y sus rodillas cedieron. Solo Langheld, el viejo soldado, permaneció rígido como una baqueta durante todo el proceso, sin inmutarse ni un instante. Una vez ajustadas las sogas, a una señal, los camiones se alejaron y los cuatro quedaron colgando y pataleando en el aire.

## Reacciones
Los estadounidenses y los británicos temían que Alemania aprovechara la situación para provocar tensiones entre la Unión Soviética y los aliados occidentales tomando contramedidas contra los prisioneros de guerra aliados. Tras una protesta alemana en enero, se anunció en marzo de 1944 que los juicios, aunque ya estaban muy avanzados, se pospondrían en espera de los juicios angloamericanos.
Cuando dos periódicos británicos criticaron cautelosamente el juicio, el abogado penalista ruso Aron Naumovich Trainin respondió sarcásticamente afirmando que los periodistas británicos podían esperar con más paciencia los juicios nazis que los residentes de Járkov y Kiev, que habían sufrido las atrocidades de la ocupación. Destacó dos aspectos jurídicos: los militares perderían el derecho a un trato humano, previsto en el artículo 4 del Reglamento de La Haya, incluso cuando hubieran cometido crímenes tan terribles, ya que el derecho de la guerra no permite el doble papel de bandido y soldado. Los delitos cometidos por los acusados con sus propias manos y cumpliendo órdenes no justifican la exclusión de la pena.

## Véanse también
- Juicio de Minsk
- Juicio de Jabárovsk